# Gustaw Jełowicki
Gustaw Jełowicki (ur. 19 sierpnia 1880 w Koleśnikach, zm. 10 listopada 1965 w Bierzgłowie) – ksiądz kanonik Honorowy Kapituły Łuckiej, proboszcz katedry Łuckiej, sędzia protosynodalny, wikariusz kapitulny i administrator diecezji łucko - żytomierskiej i kamienieckiej.

## Życiorys
Urodził się 19 sierpnia (wg kalendarza juliańskiego) 1880 w Koleśnikach (obecna Ukraina), w rodzinie Wiktora i Wincentyny ze Zwolińskich. Ukończył gimnazjum w Ostrogu i seminarium żytomierskie (1899–1903). Do seminarium wstąpił 31 sierpnia 1899 r. Święcenia kapłańskie otrzymał 18 marca 1906 r. w katedrze Petersburskiej z rąk biskupa kowneiskiego Piotra Cyrtofta. Mszę prymicyjną odprawił przy Korpusie Paziów w Petersburgu. Akademię Duchowną w Petersburgu z tytułem magistra św. teologii, ukończył w czerwcu 1907 r. pracą magisterską pt. Accio cleri polonii in renovanda vita intelectuali Stanislai Augusto regnant, napisaną pod kierunkiem ks. prof. (późn. arcybiskupa) Godlewskiego.
W 1907 r. delegowany do Rzymu przez kapitułę łucką, by utrącić kandydaturę ks. Stawińskiego na sufraganię łucką. Od 1908 r. do marca 1909 r. był wikarym w kościele św. Aleksandra w Kijowie, oraz administratorem klasztoru OO. Bernardynów w Zasławiu do 1915 r.
W dniu 21 lipca 1915 r. obrany administratorem Diecezji Łucko-Żytomierskiej oraz Diecezji Kamienieckiej (wikariusz kapitulny) i pełnił tę funkcję do 2 lutego 1917 r., kiedy mianowano ordynariuszem łuckim b-pa Ignacego Dubowskiego, a diecezję kamieniecką objął wkrótce bp Piotr Mańkowski. Po przekazaniu administracji diecezji przebywał w Kijowie. Z końcem 1920 r. został proboszczem i kapelanem kaplicy SS. Niepokalanek w Maciejowie k. Kowla. Od stycznia 1927 r. był proboszczem katedry Łuckiej i z probostwa tego ustąpił w grudniu 1932 r.
Od maja 1927 r. był pierwszym moderatorem Sodalicji Mariańskiej Pań w Łucku. Jako Prałat pracował w Kurii Biskupiej, jednocześnie był sędzią protosynodalnym i wizytatorem zakonów.
W dniach 30 sierpnia - 1 września 1927 r. uczestniczył wraz z arcybp. Piotrem Mańkowskiem w synodzie diecezjalnym. Po aresztowaniu bpa A.P. Szelążka, obok ks. Leopolda Szumana, był jednym z kapłanów wyznaczonych do objęcia zarządu diecezją łucką. Diecezję łucką opuścił w 1945 r. Od tego roku pełnił funkcję kapelana SS. Pasterek w Jabłonowie Pomorskim. W 1947 r. został mianowany przez bpa A.P. Szelążka kantorem łuckiej kapituły katedralnej. W 1951 r. wraz z całą kapitułą zamieszkał na Zamku Bierzgłowskim, gdzie zmarł. Pochowany w Toruniu, na cmentarzu parafialnym św. Jakuba.

## Dorobek
Pozostawił w rękopisie prywatne wspomnienia rodzinne oraz z pobytu w Akademii w Petersburgu i wiele notatek o diecezji łuckiej, jak i materiały rękopiśmienne i wypisy do historii diecezji łuckiej, którą zamierzał i nie zdążył napisać.

## Ordery i odznaczenia
- Srebrny Krzyż Zasługi (11 grudnia 1927)[3]